# Squad (auto)
De Squad is een op 16 mei 2022 aangekondigd licht elektrisch voertuig met zonnepanelen door het Nederlandse bedrijf Squad Mobility. Het elektrische motorvoertuig kan via de in het dak geïntegreerde zonnecellen worden opgeladen, evenals via het elektriciteitsnet. De batterijen zijn verwisselbaar en draagbaar.
De oprichters van Squad Mobility hebben in 2019 de Squad onthuld. Het voertuig is een elektrische stadsauto. Het chassis bestaat uit een aluminium buisvormige rolkooi.
De Squad wordt aangedreven door elektromotoren die in de wielen zijn verwerkt met een totaal vermogen van 4 kW. De maximumsnelheid is tot 45 km/u en 70 km/u beperkt (L6e homologatie en L7 homologatie). De auto heeft een actieradius van 100 km.

## Galerij

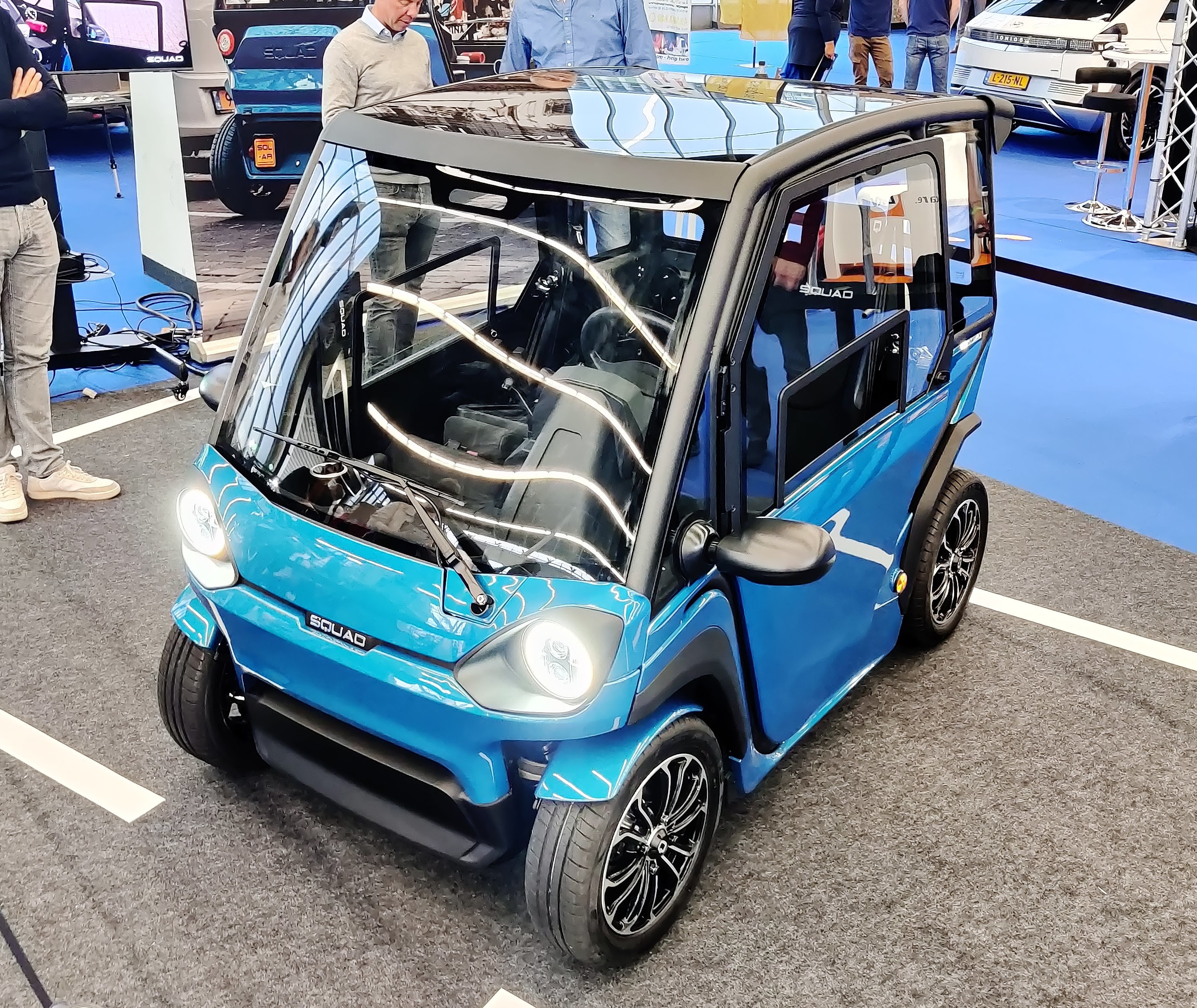
Voorzijde
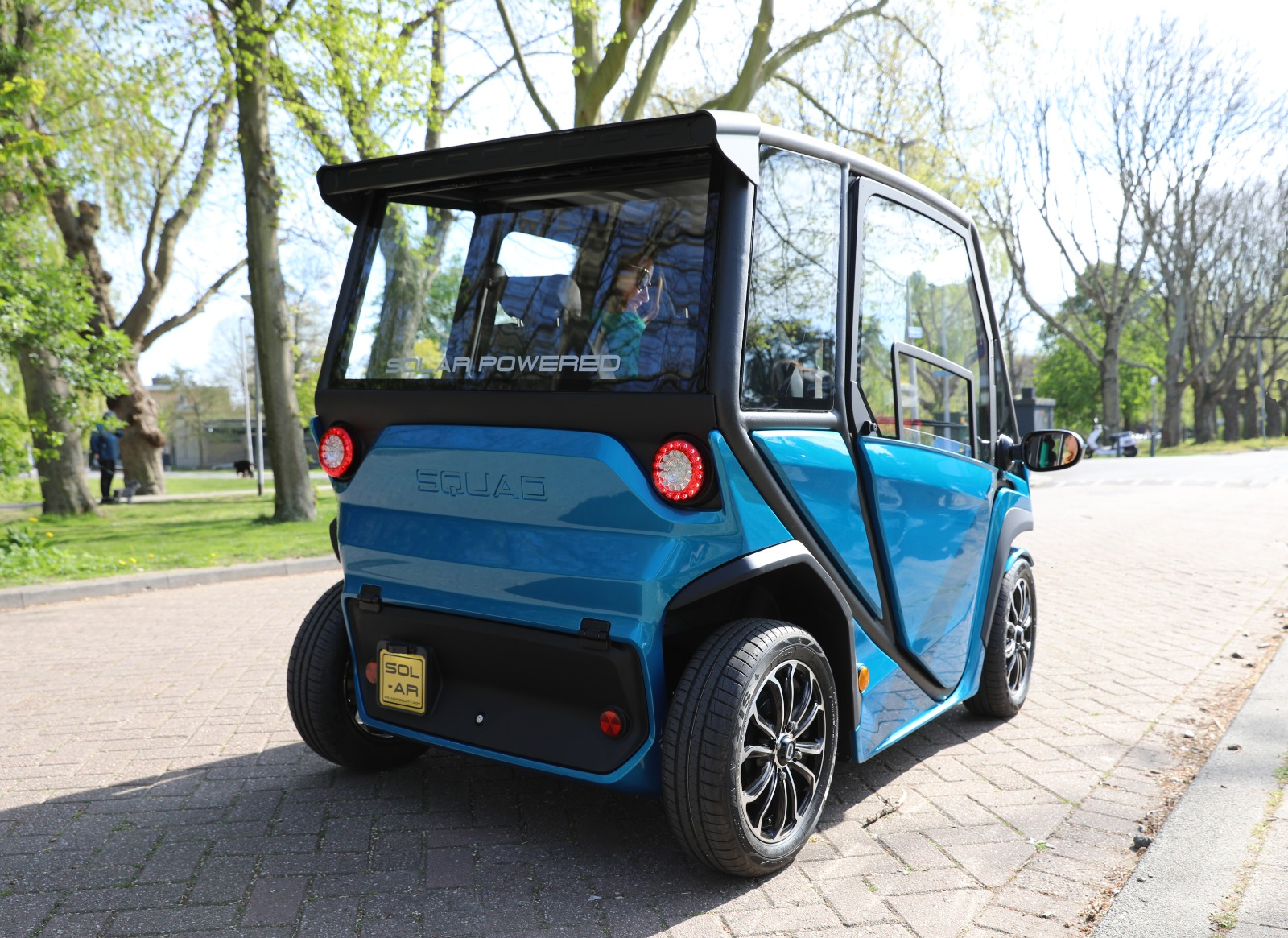
Achterzijde